# On The Painted Desert - Rampant Colors
「On The Painted Desert - Rampant Colors」（オン・ザ・ペインテッド・デザート ランパント・カラーズ）は、日本のビッグ・ビートユニット、BOOM BOOM SATELLITESの2ndシングル。1999年4月1日、ソニー・ミュージックアソシエイテッドレコーズより発売。

## 解説
- 1stアルバム『OUT LOUD』からのシングルカット。アルバムではインストナンバーだった「On The Painted Desert」をボーカルバージョンにしてリカット。

## 収録曲
全作詞・作曲・編曲：BOOM BOOM SATELLITES
1. On The Painted Desert (Vocal Mix featuring Dice) (8:26)
2. On The Painted Desert (DJ KRUSH Remix) (4:44)
3. On The Painted Desert (Tanzmuzik Remix) (7:40)
4. Push Eject (Howie B remix) (6:34)
5. On The Painted Desert (Sandwicked Version) Reconstructed by KAN TAKAGI (6:31)
6. Oneness (2:26)
アルバム『OUT LOUD』からのシングルカット。
7. Def (4:13)

## 収録アルバム
- OUT LOUD (#1, #6) - #1はインストバージョンで収録。
- 19972007 (#1) - インストバージョンで収録。